# USA:s flygvapenstabschef
Chief of Staff of the Air Force (förkortat CSAF), flygvapenstabschefen, är den högsta yrkesmilitära befattningshavaren inom USA:s flygvapen och är direkt underställd flygvapenministern (Secretary of the Air Force) som är chef för flygvapnet och ansvarig inför försvarsministern för flygvapnets beredskap och förmåga att upprätthålla krigsdugliga förband. Flygvapenstabschefen biträder ministern och dennas kansli i beredningen av ärenden, och genomför sedan verkställandet av dennas beslut.

## Roll
Flygvapenstabschefen leder flygstaben (The Air Staff) och dess verksamhet.
Flygvapenstabschefen, liksom flygvapenministern, saknar operativt befäl över de av flygvapnets förband som på försvarsministerns befallning tilldelats de försvarsgrensövergripande militärbefälhavarna. Vederbörande är enkelt uttryckt precis som den engelskspråkiga titeln antyder helt enkelt stabschef och inte en befälhavare. 
Flygvapenstabschefen som alltid är en fyrstjärnig general är också, förutom sin roll inom flygvapendepartementet, medlem av Joint Chiefs of Staff.
Under 2019 bildades USA:s rymdstyrka (United States Space Force) som en egen försvarsgren som en avknoppning av flygvapnets tidigare rymdkommando (Air Force Space Command). I likhet med USA:s marindepartement som består av två försvarsgrenar (flottan och marinkåren), består flygvapendepartementet därefter också av två försvarsgrenar, flygvapnet och rymdstyrkan, med varsin ledamot av Joint Chiefs of Staff och separat högkvartersstab.

## Lista över stabschefer i USA:s flygvapen
|      | Namn                 | Porträtt | Ämbetsperiod från | till och med      | Yrkesmässig bakgrund | Not   |
| ---- | -------------------- | -------- | ----------------- | ----------------- | -------------------- | ----- |
| 1    | Carl A. Spaatz       |          | 26 september 1947 | 29 april 1948     | jaktflyg             | [ 5 ] |
| 2    | Hoyt S. Vandenberg   |          | 30 april 1948     | 29 juni 1953      | jakt- och attackflyg | [ 5 ] |
| 3    | Nathan F. Twining    |          | 30 juni 1953      | 30 juni 1957      | jakt- och bombflyg   | [ 5 ] |
| 4    | Thomas D. White      |          | 1 juli 1957       | 30 juni 1961      | stab                 | [ 5 ] |
| 5    | Curtis E. LeMay      |          | 30 juni 1961      | 31 januari 1965   | bombflyg             | [ 5 ] |
| 6    | John P. McConnell    |          | 1 february 1965   | 31 juli 1969      | jaktflyg             | [ 5 ] |
| 7    | John D. Ryan         |          | 1 augusti 1969    | 31 juli 1973      | bombflyg             | [ 5 ] |
| 8    | George S. Brown      |          | 1 augusti 1973    | 30 juni 1974      | bombflyg             | [ 5 ] |
| 9    | David C. Jones       |          | 1 juli 1974       | 20 juni 1978      | bombflyg             | [ 5 ] |
| 10   | Lew Allen Jr.        |          | 1 juli 1978       | 30 juni 1982      | bombflyg             | [ 5 ] |
| 11   | Charles A. Gabriel   |          | 1 juli 1982       | 30 juni 1986      | jaktflyg             | [ 5 ] |
| 12   | Larry D. Welch       |          | 1 juli 1986       | 30 juni 1990      | jaktflyg             | [ 5 ] |
| 13   | Michael J. Dugan     |          | 1 juli 1990       | 17 september 1990 | jaktflyg             | [ 5 ] |
| t.f. | John M. Loh          |          | 18 september 1990 | 29 oktober 1990   | jaktflyg             | [ 5 ] |
| 14   | Merrill A. McPeak    |          | 30 oktober 1990   | 25 oktober 1994   | jaktflyg             | [ 5 ] |
| 15   | Ronald R. Fogleman   |          | 26 oktober 1994   | 1 september 1997  | jaktflyg             | [ 5 ] |
| 16   | Michael E. Ryan      |          | 6 november 1997   | 5 september 2001  | jaktflyg             | [ 5 ] |
| 17   | John P. Jumper       |          | 6 september 2001  | 2 september 2005  | jaktflyg             | [ 5 ] |
| 18   | T. Michael Moseley   |          | 2 september 2005  | 1 augusti 2008    | jaktflyg             | [ 5 ] |
| 19   | Norton A. Schwartz   |          | 12 augusti 2008   | 10 augusti 2012   | transportflyg        | [ 5 ] |
| 20   | Mark Welsh           |          | 10 augusti 2012   | 24 juni 2016      | attack- och jaktflyg | [ 5 ] |
| 21   | David L. Goldfein    |          | 1 juli 2016       | 6 augusti 2020    | jaktflyg             | [ 5 ] |
| 22   | Charles Q. Brown Jr. |          | 6 augusti 2020    | 29 september 2023 | jaktflyg             | [ 5 ] |
| 23   | David W. Allvin      |          | 2 november 2023   | inkumbent         | transportflyg        |       |